# Portret van Michiel de Ruyter
Portret van Michiel de Ruyter is een schilderij door de Noord-Nederlandse schilder Ferdinand Bol in het Rijksmuseum in Amsterdam.

## Voorstelling
Het stelt de Nederlandse zeeheld Michiel de Ruyter voor in zijn functie als luitenant-admiraal van de Republiek der Zeven Verenigde Nederlanden. Hij is afgebeeld in admiraalsuniform met in zijn rechterhand een commandostaf en aan zijn linkerzijde een sabel. Om zijn hals draagt hij een halsberg met daaronder de keten van de Orde van Sint-Michiel, die hij in augustus 1666 ontving van Lodewijk XIV van Frankrijk. Met zijn rechterarm leunt hij op een hemelglobe, die op een tafeltje staat. Op het tafeltje liggen ook enkele voorwerpen die te maken hebben met de navigatie, waaronder een kaart met de kustlijn van Vlaanderen en Zeeland. Duidelijk zichtbaar op deze kaart is het eiland Walcheren, waar De Ruyter werd geboren.
Op de achtergrond rechts is een zeegezicht te zien met De Ruyters vlaggenschip de Zeven Provinciën bij ondergaande zon. Van dit portret bestonden oorspronkelijk vijf identieke versies, die gemaakt zijn ter herinnering aan de Vierdaagse Zeeslag. Deze portretten hingen in de vijf kantoren van de admiraliteit van de Republiek der Zeven Verenigde Nederlanden. Hiervan zijn vier exemplaren bewaard gebleven: in het Rijksmuseum (afkomstig van de Admiraliteit van Zeeland), het Mauritshuis (afkomstig van het Departement van Marine), het Westfries Museum (afkomstig van de Admiraliteit van het Noorderkwartier) en het National Maritime Museum.

## Toeschrijving en datering
Het schilderij is rechtsmidden op de balustrade gesigneerd en gedateerd ‘fBoL. fecit. 1667’. Het zeegezicht op de achtergrond is mogelijk van de hand van Willem van de Velde (II), een veelgevraagde marineschilder uit die tijd.

## Herkomst
Het werk werd in 1667 door De Ruyter persoonlijk geschonken aan de Admiraliteit van Zeeland in Middelburg. In 1795 bevond het zich in het kantoor van het Departement van Convooien en Licenten (een soort belastingkantoor) in Vlissingen. In 1808 werd het door de Departementale raad van Zeeland geschonken aan het Koninklijk Museum in Amsterdam, de voorloper van het Rijksmuseum. Later bevond het werk zich tijdelijk als bruikleen in Het Scheepvaartmuseum in Amsterdam.